# VR Dm3 / Dm4

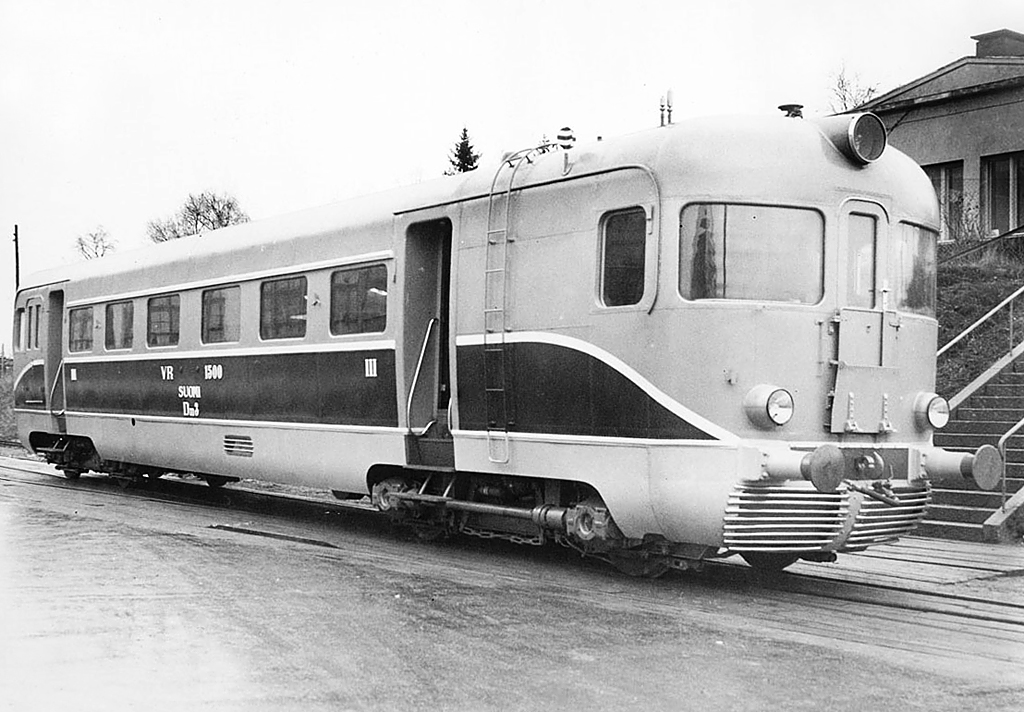
Dm3 1500

Die VR Dm3 / Dm4  der finnischen Staatsbahn Valtionrautatiet (VR) waren dieselhydraulische Triebwagen für den lokalen Reisezugverkehr.

## Geschichte
Im Jahr 1949 wurden von beiden Serien je zehn Fahrzeuge bestellt, die zwischen 1952 und 1953 von Valmet gebaut und ausgeliefert wurden. 1954 erfolgte eine Nachbestellung von vier Fahrzeugen der Serie Dm4.

## Technische Informationen
Die Triebwagen unterschieden sich dadurch, dass die Serie Dm4 mit zwei Motoren ausgerüstet wurde, während die Dm3 nur einen Motor besaßen. Anstelle des zweiten Motors hatten die Dm3 ein Gepäckabteil.
| Nummern   | Baureihe | Baujahr | Besonderes                                        |
| --------- | -------- | ------- | ------------------------------------------------- |
| 1500–1509 | Dm3      | 1952    | 1956–1959 in Dm4 umgebaut, neue Nummern 1614–1623 |
| 1600–1607 | Dm4      | 1952    |                                                   |
| 1608–1609 | Dm4      | 1953    |                                                   |
| 1610–1613 | Dm4      | 1954    |                                                   |

Zwischen 1956 und 1959 wurden alle Dm3-Wagen durch Hinzufügen eines weiteren Motors in Dm4-Wagen umgerüstet. Dieser wurde anstelle des Gepäckraumes eingebaut.
Die Zweitakt-12-Zylinder-Dieselmotoren von General Motors waren eigentlich zwei Sechszylindermotoren, die mit einem Getriebe gekoppelt waren.
Ursprünglich waren bei den Dm4-Wagen alle Achsen angetrieben (Achsformel B’B’). Aufgrund von Gelenkproblemen wurden später einige Antriebswellen entfernt, was zu der Achsformel (1A)’(A1)’ führte.

## Einsätze
Die Triebwagen wurden auf den Strecken von Helsinki nach Turku, Pori, Vaasa, Savonlinna und Kuopio eingesetzt, wobei nicht alle Strecken im gleichen Zeitraum befahren wurden. Im Sommer 1963 verkehrten zwei Zugpaare pro Tag zwischen Seinäjoki und Oulu. Bereits zehn Jahre nach ihrem Ersteinsatz wurden sie auf verschiedenen Strecken durch Triebwagen der Baureihe Dm8 abgelöst.

## Verbleib

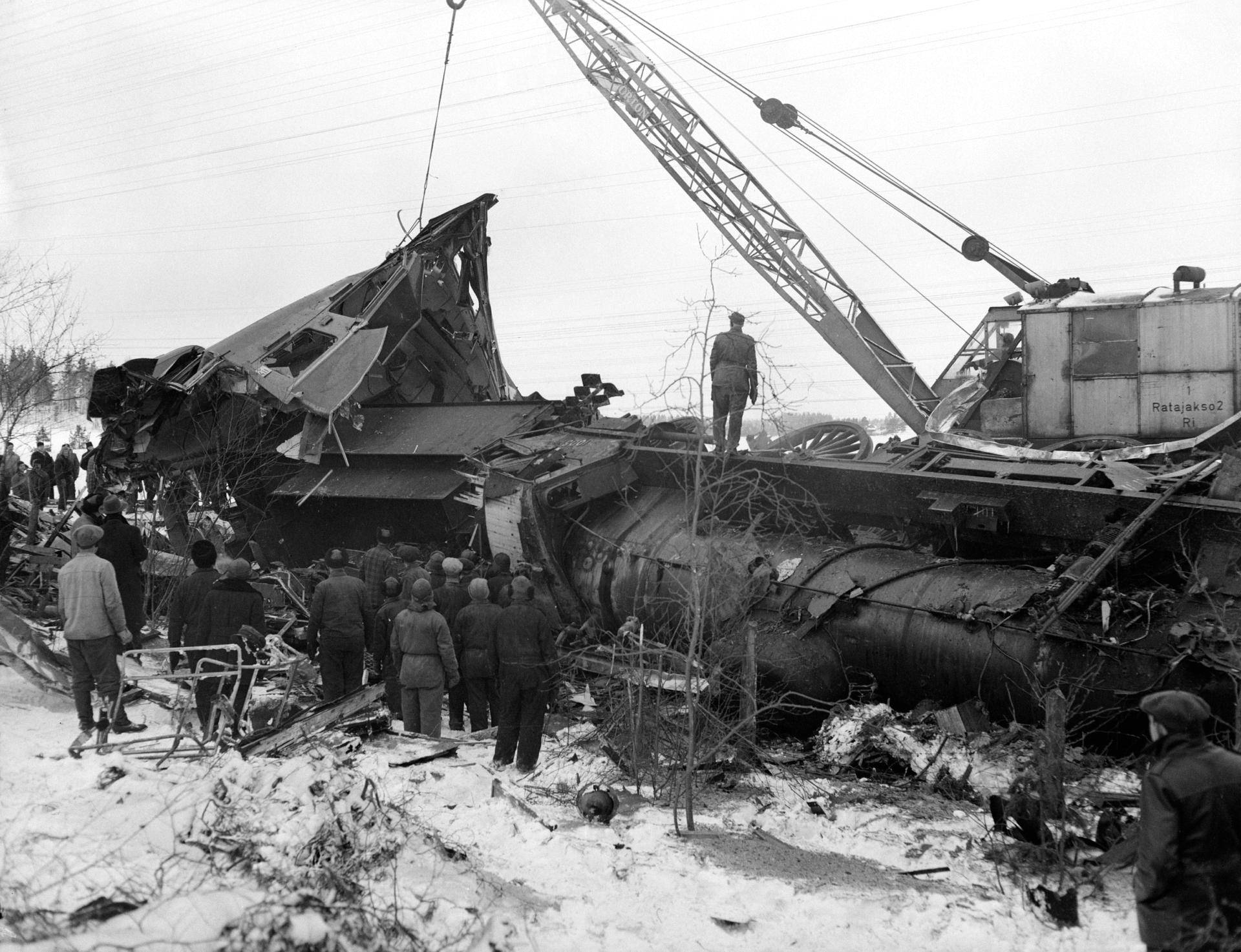
Zugunglück von Kuurila

Der Dm4 1607 wurde 1957 beim Eisenbahnunfall von Kuurila zerstört, als der Triebwagen mit einem Nachtzug zusammenstieß. Es war der schlimmste Eisenbahnunfall in Friedenszeiten in Finnland, bei dem 26 Menschen ums Leben kamen und 50 verletzt wurden.
Alle Triebwagen der beiden Serien wurden verschrottet.